# 心の高鳴り
心の高鳴り (フランス語: Battement de coeur) は 1940年に公開されたフランスの映画。
監督はアンリ・ドコワン。主演はダニエル・ダリュー、クロード・ドーファン。
この映画は1946年にサム・ウッド監督、ジンジャー・ロジャース、ジャン＝ピエール・オーモン、ベイジル・ラスボーン出演で『Heartbeat』としてリメイクされた。

## キャスト
- アルレット：ダニエル・ダリュー
- ピエール・ド・ルージュモン：クロード・ドーファン